# Marita Petersen
Marita Petersen (Vágur, 21 octobre 1940 - Tórshavn, 26 août 2001) est une femme politique féroïenne. Elle est Première ministre Îles Féroé de 1993 à 1994, la première femme à occuper ce poste.
Elle est élue en 1998 au Løgting pour le Parti social-démocrate.